# Xylocampa srira
Xylocampa srira là một loài bướm đêm trong họ Noctuidae.